# Роузвелт (Оклахома)
Роузвелт (енгл. Roosevelt) град је у америчкој савезној држави Оклахома.

## Демографија
По попису из 2010. године број становника је 248, што је 32 (-11,4%) становника мање него 2000. године.
| Група             | 2000.       | 2010.       |
| Белци             | 233 (83,2%) | 194 (78,2%) |
| Афроамериканци    | 7 (2,5%)    | 12 (4,8%)   |
| Азијати           | 0 (0,0%)    | 0 (0,0%)    |
| Хиспаноамериканци | 32 (11,4%)  | 18 (7,3%)   |
| Укупно            | 280         | 248         |